# La Colère de Dieu
Pour les articles homonymes, voir Colère de Dieu.
Pour plus de détails, voir Fiche technique et Distribution.
La Colère de Dieu (The Wrath of God) est un film américain réalisé par Ralph Nelson, sorti en 1972.

## Synopsis
Dans les années 1920, dans un pays d'Amérique centrale (non nommé) ressemblant au Mexique pendant la Guerre des Cristeros : Déguisé en prêtre catholique, Olivier Van Horn, un braqueur de banque, est entrainé malgré lui dans une action de l'armée militaire mexicaine régulière. Ses qualités un peu spéciales d' « homme d'église » lui seront d'un grand secours aux côtés d'un jeune révolutionnaire irlandais et d'un vieux marchand d'armes britannique.

## Fiche technique
- Titre : La Colère de Dieu
- Titre original : The Wrath of God
- Réalisation : Ralph Nelson
- Scénario : Jack Higgins et Ralph Nelson, d'après le roman de James Graham
- Production : William S. Gilmore
- Société de production : Metro-Goldwyn-Mayer, Cineman et Rainbow Releasing
- Photographie : Álex Phillips Jr.
- Musique : Ariel Ramírez et Lalo Schifrin
- Décors : John S. Poplin Jr.
- Costumes : Theodore R. Parvin
- Pays d'origine : États-Unis
- Langue : anglais
- Format : couleurs (Metrocolor) - pellicule : 35 mm - projection : 2,35:1 - son : Mono
- Genre : western
- Durée : 111 minutes
- Dates de sortie : 
  - États-Unis : 14 juillet 1972 (New York)
  - France : 15 novembre 1972

## Distribution
- Robert Mitchum (V.F. : Jean-Claude Michel) : le Père Oliver Van Horne
- Ken Hutchison (V.F. : Michel Creton) : Emmet (Robert en VF) Keogh, l'Irlandais
- Victor Buono (V.F. : Claude Bertrand) : Jennings, le trafiquant d'armes
- Frank Langella : Tomas De La Plata
- Rita Hayworth (V.F. : Paule Emanuele) : Señora De La Plata
- John Colicos (V.F. : Jean-Claude Balard) : Colonel Santilla
- Paula Pritchett : Chela
- Gregory Sierra (V.F. : Georges Atlas) : Jurado
- Frank Ramírez (V.F. : Serge Lhorca) : Moreno
- Enrique Lucero (es) (V.F. : Pierre Leproux) : Nacho
- Jorge Russek (V.F. : Jean Amadou) : Cordona
- Chano Urueta : Antonio
- José Luis Parades : Pablito
- Aurora Clavel : Señora Moreno
- Victor Eberg : Delgado
- Pancho Córdova (V.F. : Pierre Leproux) : Tacho
- Guillermo Hernández : Díaz
- Ralph Nelson : Prisonnier exécuté (non crédité)

## Autour du film
- Le rôle d'Oliver Van Horne joué par Robert Mitchum a d'abord été proposé à Trevor Howard, qui l'a refusé.
- Le film a été tourné dans les villes mexicaines : Cuernavaca, Guanajuato, Taxco et Mexico.
- Il s'agit du dernier film achevé que tourna Rita Hayworth. Pendant le tournage, elle a eu beaucoup de mal à mémoriser son texte. L'équipe de tournage pensait à l'époque que sa consommation d'alcool était en cause. Ce n'est que des années plus tard que l'on a appris qu'elle souffrait déjà de la maladie d'Alzheimer.